# Чемпионат Вьетнама по волейболу среди женщин
Чемпионат Вьетнама по волейболу среди женщин — ежегодное соревнование женских волейбольных команд Вьетнама. Организатором является Волейбольная федерация Вьетнама (вьет. Liên đoàn bóng chuyền Việt Nam). Проходит по системе «весна—осень» в двух дивизионах — Национальном чемпионате и классе А.

## Формула соревнований
Чемпионат в сезоне 2024 года включал два этапа — предварительный и плей-офф. На предварительной стадии 9 команд играли в один круг. Лучшие 4 команды вышли в плей-офф и разыграли награды чемпионата. Плей-офф прошёл в формате «финала четырёх» — два полуфинала и два финала (за 1-е и 3-е места).
В чемпионате 2024 приняли участие 9 команд: «ВТВ Биньдьен Лонган» (Танан), «Тханьхоа», «Хоа Тат Дык Занг Лаокай» (Ханой), «ЛП Банк Ниньбинь» (Хоалы), «Бо Ты Лень Тхонгтин» Ханой» (Ханой), «Вьетинбанк» (Ханой), «Куангнинь», «Гелексимко Тхайбинь» (Тхайбинь), «Ханой». Чемпионский титул выиграл «ВТВ Биньдьен Лонган», победивший в финале «Хоа Тат Дыкзанг Лаокай» 3:1. 3-е место занял «ЛП Банк Ниньбинь».

## Призёры (с 2001)
| Сезон | 1-е место                          | 2-е место                          | 3-е место                   |
| ----- | ---------------------------------- | ---------------------------------- | --------------------------- |
| 2001  | «Бо Ты Лень Тхонгтин» Ханой        | ?                                  | ?                           |
| 2002  | ?                                  | «Бо Ты Лень Тхонгтин» Ханой        | ?                           |
| 2003  | «Бо Ты Лень Тхонгтин» Ханой        | ?                                  | ?                           |
| 2004  | «Бо Ты Лень Тхонгтин» Ханой        | «Витал Тхайбинь» Тхайбинь          | «Быу Дьен Ханой» Ханой      |
| 2005  | «Бо Ты Лень Тхонгтин» Ханой        | «Туан Тау Куангнинь» Халонг        | «Витал Тхайбинь» Тхайбинь   |
| 2006  | «Бо Ты Лень Тхонгтин» Ханой        | «Витал Тхайбинь» Тхайбинь          | «Вьетинбанк» Ханой          |
| 2007  | «Витал Тхайбинь» Тхайбинь          | «ВТВ Биньдьен Лонган» Танан        | «Вьетинбанк» Ханой          |
| 2008  | «Бо Ты Лень Тхонгтин» Ханой        | «Витал Тхайбинь» Тхайбинь          | «ВТВ Биньдьен Лонган» Танан |
| 2009  | «ВТВ Биньдьен Лонган» Танан        | «Бо Ты Лень Тхонгтин» Ханой        | «ПВ Ойл Тхайбинь» Тхайбинь  |
| 2010  | «Тхонгтин Льен Вьетбанк» Ханой     | «Вьетсовпетро» Вунгтау             | «ВТВ Биньдьен Лонган» Танан |
| 2011  | «ВТВ Биньдьен Лонган» Танан        | «Тхонгтин Льен Вьетпостбанк» Ханой | «Вьетинбанк» Ханой          |
| 2012  | «Тхонгтин Льен Вьетпостбанк» Ханой | «Вьетинбанк» Ханой                 | «ВТВ Биньдьен Лонган» Танан |
| 2013  | «Тхонгтин Льен Вьетпостбанк» Ханой | «Вьетинбанк» Ханой                 | «Вьетсовпетро» Вунгтау      |
| 2014  | «Тхонгтин Льен Вьетпостбанк» Ханой | «ВТВ Биньдьен Лонган» Танан        | «Вьетинбанк» Ханой          |
| 2015  | «Тхонгтин Льен Вьетпостбанк» Ханой | «Вьетинбанк» Ханой                 | «ВТВ Биньдьен Лонган» Танан |
| 2016  | «Вьетинбанк» Ханой                 | «Тхонгтин Льен Вьетпостбанк» Ханой | «ВТВ Биньдьен Лонган» Танан |
| 2017  | «ВТВ Биньдьен Лонган» Танан        | «Тхонгтин Льен Вьетпостбанк» Ханой | «Вьетинбанк» Ханой          |
| 2018  | «ВТВ Биньдьен Лонган» Танан        | «Тхонгтин Льен Вьетпостбанк» Ханой | «Вьетинбанк» Ханой          |
| 2019  | «Тхонгтин Льен Вьетпостбанк» Ханой | «Вьетинбанк» Ханой                 | «Кинь Бак» Бакнинь          |
| 2020  | «Тхонгтин Льен Вьетпостбанк» Ханой | «Хоа Тат Дык Занг Ханой» Ханой     | «Кинь Бак» Бакнинь          |
| 2021  | «Бо Ты Лень Тхонгтин» Ханой        | «Хоа Тат Дык Занг Ханой» Ханой     | «Тхан Куангнинь» Халонг     |
| 2022  | «Гелексимко Тхайбинь» Тхайбинь     | «Хоа Тат Дык Занг Ханой» Ханой     | «ВТВ Биньдьен Лонган» Танан |
| 2023  | «ЛП Банк Ниньбинь» Ниньбинь        | «Хоа Тат Дык Занг Тиасанг» Ханой   | «ВТВ Биньдьен Лонган» Танан |
| 2024  | «ВТВ Биньдьен Лонган» Танан        | «Хоа Тат Дык Занг Лаокай» Ханой    | «ЛП Банк Ниньбинь» Хоалы    |